# Міростовиці-Дольні
Міростовиці-Дольні (пол. Mirostowice Dolne, нім. Nieder Ullersdorf) — село в Польщі, у гміні Жари Жарського повіту Любуського воєводства.
Населення — 1182 особи (2011).
У 1975-1998 роках село належало до Зеленогурського воєводства.

## Демографія
Демографічна структура станом на 31 березня 2011 року:
|          | Загалом | Допрацездатний вік | Працездатний вік | Постпрацездатний вік |
| -------- | ------- | ------------------ | ---------------- | -------------------- |
| Чоловіки | 570     | 115                | 420              | 35                   |
| Жінки    | 612     | 114                | 374              | 124                  |
| Разом    | 1182    | 229                | 794              | 159                  |